# Vivian Ellis
Pour les articles homonymes, voir Ellis.
Vivian Ellis est un compositeur et scénariste britannique né le 29 octobre 1904 à Hampstead (Royaume-Uni), décédé le 19 juin 1996 à Londres (Royaume-Uni).

## Biographie
Ellis est né à Hampstead, à Londres. Il suit les cours du Cheltenham College. Il étudie le piano avec Myra Hess et commence une carrière musicale en tant que pianiste de concert. Il devient rapidement compositeur et parolier.  Il obtient un grand succès avec Over My Shoulder, chanson foxtrot du début des années 1920. Il contribue à plusieurs revues. Il est connu dans le West End de Londres et collabore à la production d'un grand nombre de spectacles musicaux, de 1925 à 1958. Sa musique est à la fois agréable et accrocheuse. Quelques-unes de ses compositions font l'objet d'enregistrements, comme I'm On a See-Saw par Fats Waller ou This is My Lovely Daypar Lizbeth Webb et Georges Guetary. Il écrit quelques chansons pour des films britanniques des années 1930.
Dans les années 1980, il connaît un regain de succès lorsque sa comédie musicale Mr. Cinders (avec la chanson Spread A Little Happiness est reprise au King's Head Theatre de Londres. Cette chanson est également enregistrée Sting, à la suite de son utilisation parodique dans le film Brimstone and Treacle. Il est président de la Performing Right Society et en 1984, on institue un événement annuel - le prix Vivian Ellis - pour encourager les jeunes compositeurs et paroliers à écrire pour la scène musicale. Ellis donne à tous les auteurs le même conseil : « Essayez et de mettre au moins une chanson à succès dans ce que vous écrivez ». Entre autres, ont reçu ce prix, Charles Hart, parolier de la comédie musicale d'Andrew Lloyd Webber de Le Fantôme de l'Opéra, et Philip Glassborow dont la comédie musicale The Great Big Radio Show! est très appréciée de Vivian Ellis.
La composition de Ellis Alpine Pastures est utilisée comme thème pour la série de la BBC My word et Coronation Scot est la chanson générique de la série Paul Temple. Sa chanson This is My Lovely Day apparaît dans la comédie de John Cleese Clockwise en 1987.
Il est l'auteur de plusieurs livres humoristiques : How to Enjoy your Operation, How to Bury yourself in the Country. Sa grand-mère est la compositrice Julia Woolf.. Son autobiographie, publiée en 1953, est intitulé Ellis in Wonderland.
En décembre 2008, le Head Theatre de Londres présente la première mondiale de Godiva, sur un livret de Guy Bolton, écrite dans les années 1950.

## Œuvres scéniques
- By-the-Way - 1925
- Mercenary Mary  - 1925
- Still Dancing - 1925
- Kid Boots - 1926
- Blue Skies - 1927
- Clowns in Clover, revue - 1927
- The Girl Friend  - 1927
- Will o' the Whisper - 1928
- Mr. Cinders - 1929
- The House That Jack Built - 1929
- Follow a Star - 1930
- Little Tommy Tucker - 1930
- Blue Roses - 1931
- Stand Up & Sing - 1931
- Song of the Drum (avec Herman Finck) - 1931
- Out of the Bottle - 1932
- Please - 1933
- Jill Darling - 1933
- Streamline - 1934
- The Town Talks - 1936
- Going Places - 1936
- Floodlight - 1937
- Hide & Seek - 1937
- The Fleets Lit Up - 1938
- Running Riot - 1938
- Big Ben - 1946
- Bless the Bride - 1947
- Tough at the Top - 1949
- And So To Bed - 1951
- Over the Moon - 1953
- Listen to the Wind - 1954
- The Water Gipsies - 1955
- Half in Earnest - 1958
- Over My Shoulder
- The Yale Blues - 1927
- I'm On a See Saw
- Piccadilly - 1944
- She's My Lovely
- Spread a Little Happiness
- This is My Lovely Day
- Ma Belle Marguerite

## Filmographie

### comme compositeur
- 1946 : Piccadilly Incident (en)
- 1932 : Brother Alfred (en)
- 1932 : The Water Gipsies (en)
- 1934 : Mister Cinders
- 1939 : Table d'Hote (TV)
- 1940 : A Little Bit of Heaven
- 1953 : La Famille Plouffe (série TV)